# Grotte des Fées (Châteauponsac)
Cet article concerne la grotte des Fées de Châteauponsac, Haute-Vienne. Pour les articles homonymes, voir Grotte des Fées.
La grotte des Fées est une cavité naturelle de la commune de Châteauponsac, département de la Haute-Vienne.

## Spéléométrie
Le développement de la cavité est d'environ 5 m.

## Géologie
La grotte s'ouvre dans les leucogranites de Châteauponsac (Dévonien supérieur à Carbonifère supérieur).  

## Spéléogenèse
La grotte est située au contact entre deux types de granite, à grain fin et à gros grains. La spéléogenèse commence dans les granites grossiers et se propage dans les granites à grains fins. Les diaclases et discontinuités jouent un rôle important en découpant la roche en volumes plus petits et en permettant le passage de l'eau qui tend à altérer et à désagréger le granite. La porosité des granites grossiers favorise le drainage de l'eau, qui peut geler lorsqu'elle atteint la surface du rocher. En effet, d'autres facteurs peuvent favoriser la spéléogenèse, il s'agit de l'exposition au versant, au sud pour la grotte des Fées, et de l'orientation des discontinuités parallèles à la pente. L'existence d'un gradient hydraulique permet également d'évacuer les éléments détritiques vers la Gartempe pour ménager des vides pénétrables à l'homme.

## Protection
La grotte des Fées se situe dans le périmètre de la zone naturelle d'intérêt écologique, faunistique et floristique (ZNIEFF n° 740002763) appelée « Vallée de la Gartempe à Chateauponsac ».